# Haute-Ajoie
Haute-Ajoie é uma comuna da Suíça, situada no distrito de Porrentruy, no cantão de Jura. Tem 36,43 km² de área e sua população em 2018 foi estimada em 1.095 habitantes.